# NGC 1131
NGC 1131 ist eine elliptische Galaxie vom Hubble-Typ E im Sternbild Perseus am Nordsternhimmel. Sie ist schätzungsweise 244 Millionen Lichtjahre von der Milchstraße entfernt.

Im selben Himmelsareal befinden sich u. a. die Galaxien NGC 1129, NGC 1130, IC 265, IC 266.
Das Objekt wurde am 8. Dezember 1855 vom irischen Astronomen William Parsons entdeckt.